# Овцыно (Владимирская область)
Овцыно — деревня в Судогодском районе Владимирской области, входит в состав Головинского сельского поселения.

## География
Деревня расположена на берегу реки Сойма в 27 км на восток от центра поселения посёлка Головино и в 14 км на северо-запад от райцентра города Судогда. 

## История
Деревня Овцыно впервые упоминается в переписных книгах 1678 года, где значилась за Иваном Федоровичем Суворовым, в ней было 3 двора крестьянских и 2 бобыльских с населением 14 душ мужского пола.
В конце XIX — начале XX века деревня входила в состав Даниловской волости Судогодского уезда, с 1926 года — в составе Судогодской волости Владимирского уезда. В 1859 году в деревне числилось 79 дворов, в 1905 году — 100 дворов, в 1926 году — 123 хозяйств, начальная школа и с/х кооператив.
С 1929 года деревня входила в состав Сойменского сельсовета Судогодского района, с 2005 года — в составе Головинского сельского поселения.

## Население
| 1859 | 1905 | 1926 |
| ---- | ---- | ---- |
| 475  | 616  | 566  |

| 1859 | 1905 | 1926 | 2002 | 2010 | 2021 |
| ---- | ---- | ---- | ---- | ---- | ---- |
| 475  | ↗616 | ↘566 | ↘140 | ↘109 | ↘98  |